# Абонданс (порода)
Абонданс (фр. Abondance) — порода великої рогатої худоби, виведена у Франції. Посідає четверте місце за кількістю поголів'я серед порід великої рогатої худоби Франції.

## Історія
Спочатку ця худоба називалася «шабле» або «шаблезьєн» (фр. Chablais, Chablaisien, Chablaisienne). Назва худоби походила від назви північної провінції Савойського герцогства — Шабле. У 1891 році породу було перейменовано, коли було відкрито племінну книгу.
У 1946 році абонданс разом з трьома іншими самостійними спорідненими породами сементальського коріння — монтбеліард, тішет і жессієн було об'єднано у одну породу пи-руж-де-л'ест (фр. Pie Rouge de l'Est — «червона східна») зі спільною племінною книгою.

## Опис
Масть тварин червона, черево біле, навколо очей плями («окуляри»). Зріст корів — 140—150 см, вага бугаїв — 850—1100 кг, корів — 550—800 кг. Середньорічний надій молока становить 6274 кг, жирність молока — 3,7 %. 80 % молока йде на виробництво сиру. Стада 6 — 7 місяців на рік утримуються у стійлах, інший час випасаються на альпійських пасовищах.

## Поширення
У Франції худоба абонданс за кількістю поголів'я посідає четверте місце поміж порід великої рогатої худоби, вона найбільш розповсюджена у регіонах Рона-Альпи і Овернь. За даними 2014 року налічувалося 49780 корів породи абонданс, 2214 стад, 10842 корови було занесено до племінної книги.
Худоба абонданс експортувалася у Канаду, Південну Америку, Західну Азію і Африку.

## Виноски
1. 1 2 3 4 5 6  Abondance. // Valerie Porter, Lawrence Alderson, Stephen J.G. Hall, D. Phillip Sponenberg (2016). Mason's World Encyclopedia of Livestock Breeds and Breeding [Архівовано 20 грудня 2016 у Wayback Machine.] (sixth edition). Wallingford: CABI. — P. 98. ISBN 9781780647944. (англ.)
2. ↑  Chablais, Chablaisien. // Mason's World Dictionary of Livestock Breeds, Types and Varieties [Архівовано 20 грудня 2016 у Wayback Machine.]. / Revised by Valerie Porter. — 5th edition. — CABI, 2002. P. 38. ISBN 0 85199 430 X (англ.)